# La batalla del laberinto
La batalla del laberinto (título original en inglés: The Battle of the Labyrinth) es una novela de fantasía y aventuras basada en la mitología griega, es la cuarta novela en la serie Percy Jackson y los dioses del Olimpo de Rick Riordan. Percy Jackson, que tiene quince años al final del libro, trata de detener a Luke Castellan y su ejército de invasores de llegar al Campamento Mestizo a través del laberinto de Dédalo, tratando de encontrar a Dédalo y convencerlo de no darle el hilo de Ariadna a Luke, que ayudaría a Luke a atravesar el laberinto. Fue lanzado el 6 de mayo de 2008 en E.U. y Canadá.

## Sinopsis

### Profecía
El Oráculo de Delfos a Annabeth Chase:
Rebuscarás en la oscuridad del laberinto sin fin.

El muerto, el traidor y el desaparecido se alzan.

Te elevarás o caerás de la mano del rey de los fantasmas.

El último refugio de la criatura de Atenea.

Destruye un héroe con su último aliento.

Y perderás un amor frente a algo peor que la muerte.

### Argumento
Después de ser atacado por las animadoras empusas en su nueva escuela, Percy Jackson vuelve al Campamento Mestizo y conoce al nuevo maestro del campamento, Quintus. Durante un simulacro de batalla con escorpiones gigantes en el campo, Percy y Annabeth encuentran accidentalmente una entrada al Laberinto. Percy pronto se entera de que Luke había utilizado esa entrada antes y de que tratará de llevar a su ejército a través del laberinto para atacar directamente el corazón del Campamento Mestizo. Annabeth escucha una profecía y se asusta, porque dice que un hijo de Atenea morirá, y tiene miedo de ser ella. Cuando Percy y Annabeth se reúnen después en la cabaña de Atenea y, cuando Percy le pregunta si está bien, ella empieza a llorar y extiende sus brazos. Percy la abraza y le dice que no debe preocuparse. Usando el laberinto, Percy, Annabeth, Grover y Tyson, deben encontrar a Dédalo para evitar que Luke obtenga el hilo de Ariadna (que utilizó anteriormente Teseo), la herramienta que le permitiría a Luke orientarse por el laberinto. Después de un encuentro con la diosa Hera, Percy y sus amigos se encuentran con Campe, un monstruo mitad mujer, mitad dragón con serpientes en la cintura y liberan a su prisionero, Briares el Centimano, ídolo de Tyson. Luego de una batalla en la granja de Gerión, el grupo se reúne con Nico di Angelo, hijo de Hades, que culpa a Percy por la muerte de su hermana Bianca. Percy ayuda a convocar el espíritu de Bianca y Nico perdona a Percy. Al día siguiente, Percy y sus amigos parten para encontrar a Hefesto, esperando que conozca la ubicación de Dédalo. Tras una reunión con Hefesto, Tyson y Grover van en busca del dios Pan, y Percy y Annabeth van al monte Saint Helens. Allí se encuentran con los telekhines, también conocidos como "demonios del mar". Los telekhines les atacan y Annabeth le dice a Percy que escape con ella, pero Percy decide quedarse. Annabeth le besa, le dice que tenga cuidado y desaparece. Para escapar de los telekhines, Percy provoca que el monte Saint Helens entre en erupción, expulsándolo fuera del volcán. Cuando Percy se despierta, se encuentra en la isla mítica Ogygia, habitada por Calipso, hija del titán Atlas. Calipso le ofrece la inmortalidad y la estancia en Ogygia a cambio de quedarse con ella, pero Percy no acepta la oferta y decide regresar. Cuando vuelve, va en busca de Rachel Elizabeth Dare, la mortal que puede ver a través de la Niebla, ya que es la única que conocen que puede ayudarlos a encontrar el taller de Dédalo, después descubre que Grover finalmente ha encontrado a Pan, pero el dios de la naturaleza se está muriendo y quiere que Grover cuente a los otros sátiros que tienen que salvar el mundo natural. Finalmente se descubre que Quintus, el misterioso nuevo instructor de espada en el Campamento Mestizo, es en realidad Dédalo. Cronos ha poseído a Luke y descubre que Nico di Angelo es un hijo de Hades y, que por tanto, puede ser el héroe de la profecía que dice que un hijo de los Tres Grandes (Zeus, Poseidón y Hades) decidirá el destino de los dioses. Luke consigue el hilo de Ariadna y envía el ejército de Cronos a través del laberinto. Grover salva al Campamento Mestizo, usando un arma de Pan. Cuando Percy vuelve a casa, recibe la visita de su padre Poseidón, quien le dice a Percy que el mal ahora está en el cuerpo de Luke. Percy después se encuentra con Nico, quien le revela como derrotar a Luke, y con él, a Cronos.

## Significado de la profecía
- "Rebuscarás en la oscuridad del laberinto sin fin." - Percy, Annabeth, Tyson y Grover entran en el laberinto.
- "El muerto, el traidor y el desaparecido se alzan." - El muerto es el Cronos, el traidor es Ethan Nakamura y el desaparecido es el dios Pan.
- "Te elevarás o caerás de la mano del rey de los fantasmas." - Nico, el rey de los fantasmas, decide ayudarlos.
- "El último refugio de la criatura de Atenea." - El laberinto era el último refugio de Dédalo, quien era hijo de Atenea.
- "Destruye un héroe con su último aliento." - Dédalo se sacrifica para destruir el laberinto y evitar la invasión.
- "Y perderás un amor frente a algo peor que la muerte." - Cronos posee el cuerpo de Luke. Él era el antiguo enamoramiento de Annabeth.

## Recepción crítica
La batalla del laberinto recibió críticas generalmente positivas. "Publishers Weekly" alabó a Rick Riordan diciendo: "Una de las fortalezas de Riordan es el juego irónico entre lo real y lo surrealista", y agregó que "el ingenio y el ritmo vertiginoso, una vez más mantiene a los niños enganchados". "Literatura Infantil y Juvenil" dijo: "Riordan crea una magistral trama de la mitología griega y la fantasía tradicional en este último libro". El sitio web "Kidsreads.com" elogió el libro, diciendo que "la trama de la historia se ha mantenido unida y es convincente". "School Library Journal" escribió que "como muchas series, "Percy Jackson", está empezando a mostrar la tensión de la familiaridad y la repetición", antes de añadir: "Sin embargo, el argumento central sigue siendo convincente, y el "cliffhanger" final dejará a los lectores sin aliento a la espera del quinto y último volumen". "Kirkus Comentarios" dijo que la obra era la mejor de la serie. "Los Angeles Times" dio una crítica positiva y calificó de gloriosa la obra, diciendo: "Es una aventura con grandes giros de la trama, una fusión de la tecnología antigua y biónica y tiene un final "cliffhanger" que tendrá a los fans esperando ansiosamente el quinto y último enfrentamiento entre los dioses y monstruos el año que viene". Fue primer finalista en el Premio Indio Libro Pincel de 2010.
- Datos: Q1991641